# Camp d'entrainement de Grafenwöhr
Le camp d'entrainement de Grafenwöhr est un vaste polygone situé en Allemagne servant à la 7e armée des États-Unis. Ce camp existe depuis 1907 et servait au 3e corps d'armée royal bavarois (de) de l'armée bavaroise alors intégrée dans l'armée impériale allemande, il a été étendu de quatre-vingt seize kilomètres carrés à deux cent trente en 1938 pour la Wehrmacht. Il est à l'usage de l'Armée des États-Unis depuis la fin de la Seconde Guerre mondiale.

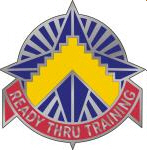
Badge d'épaule de l'unité du camp.

## En images

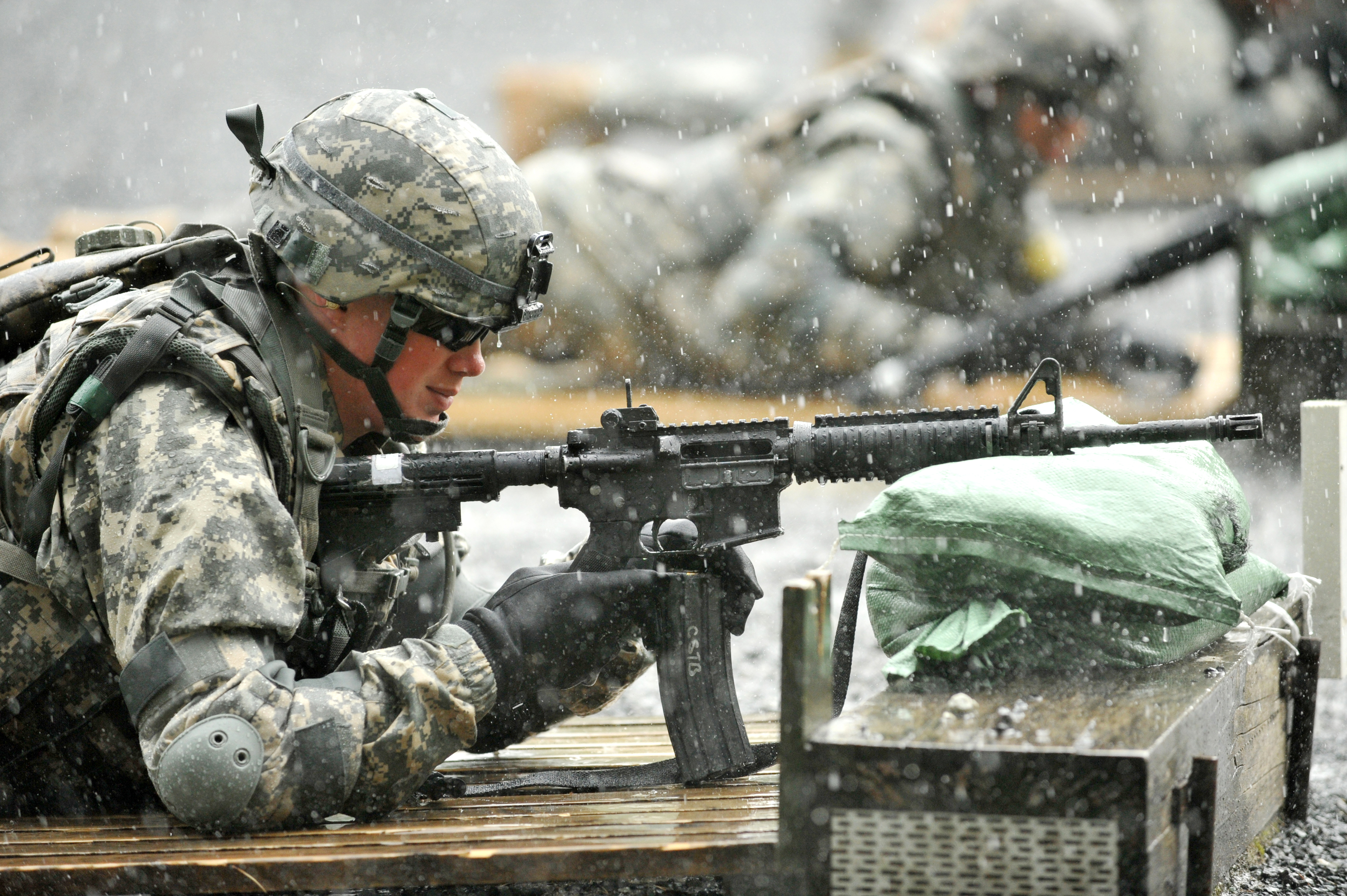
Best warior en 2013.
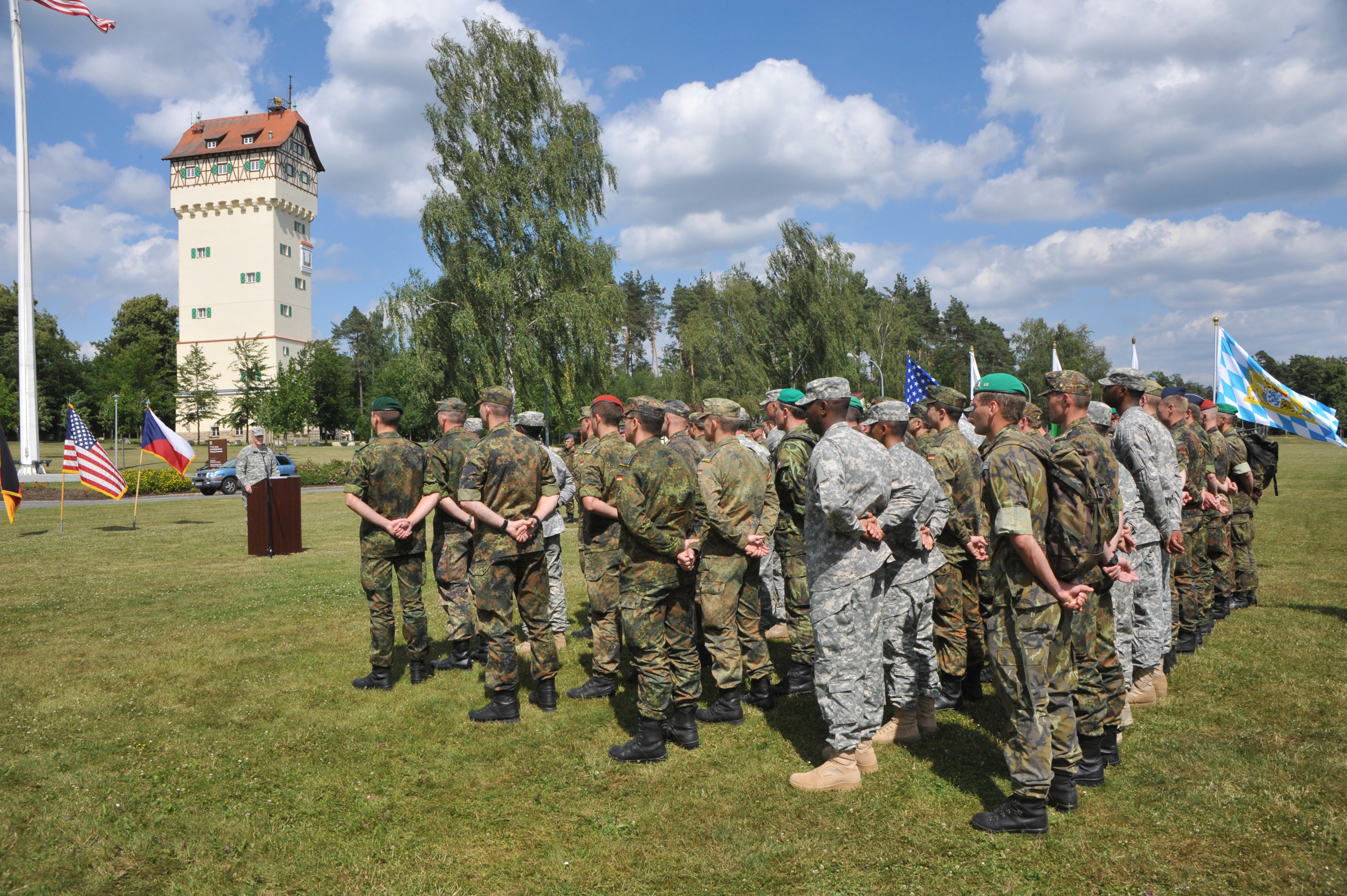
Compétition tri-nationale et le château d'eau classé[1].
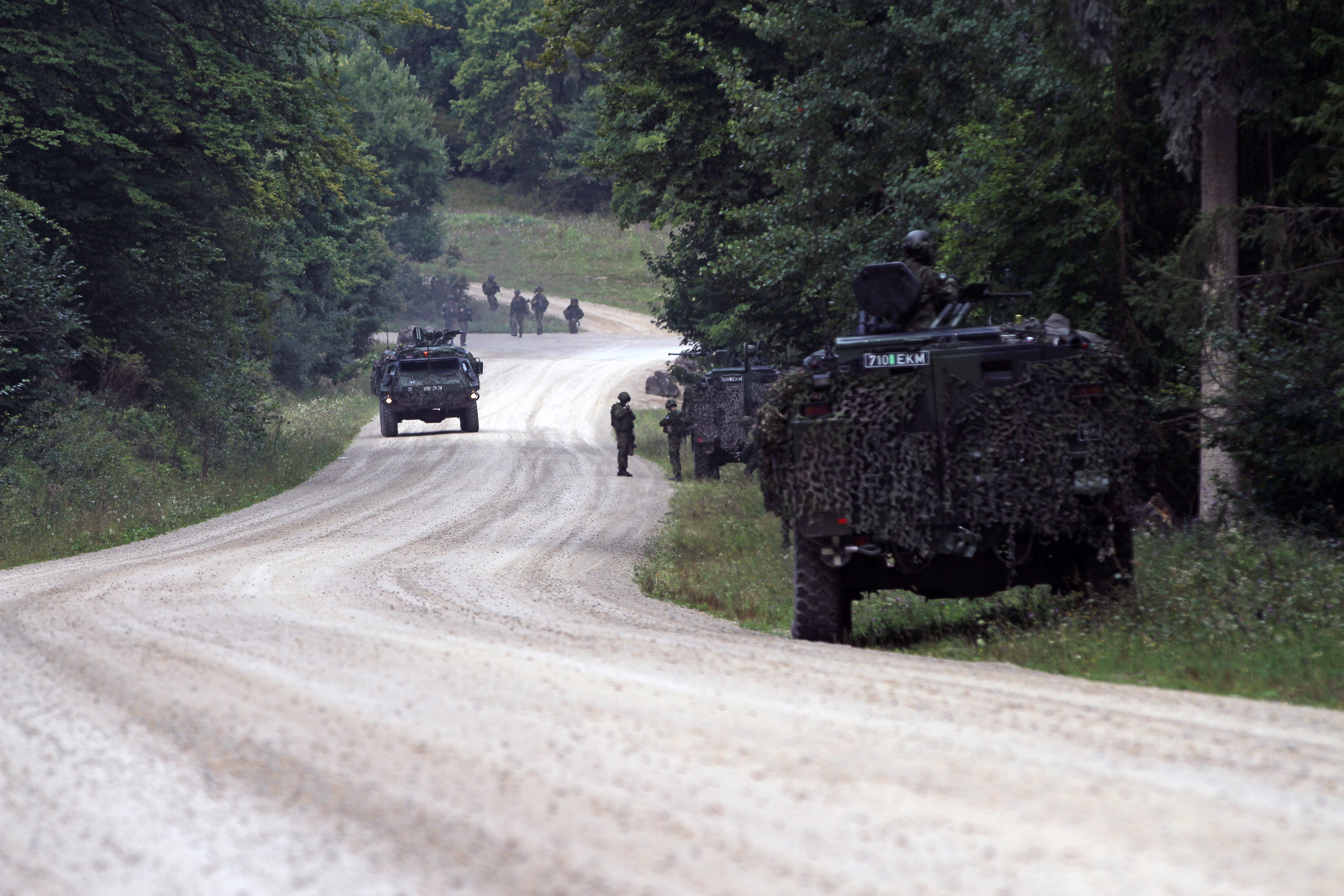
Saber jonction en 2014, soldats estoniens.
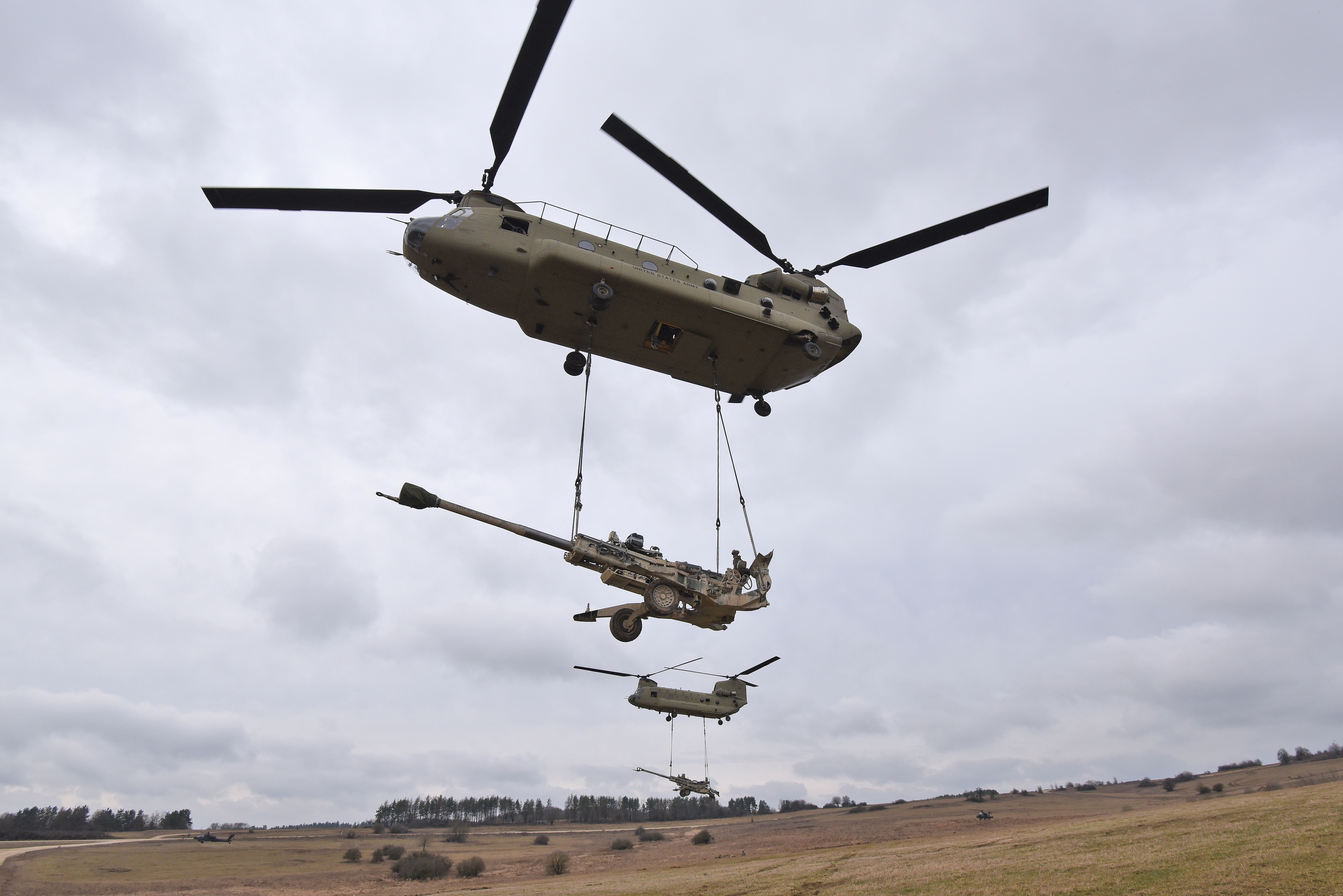
Dynamic front II.
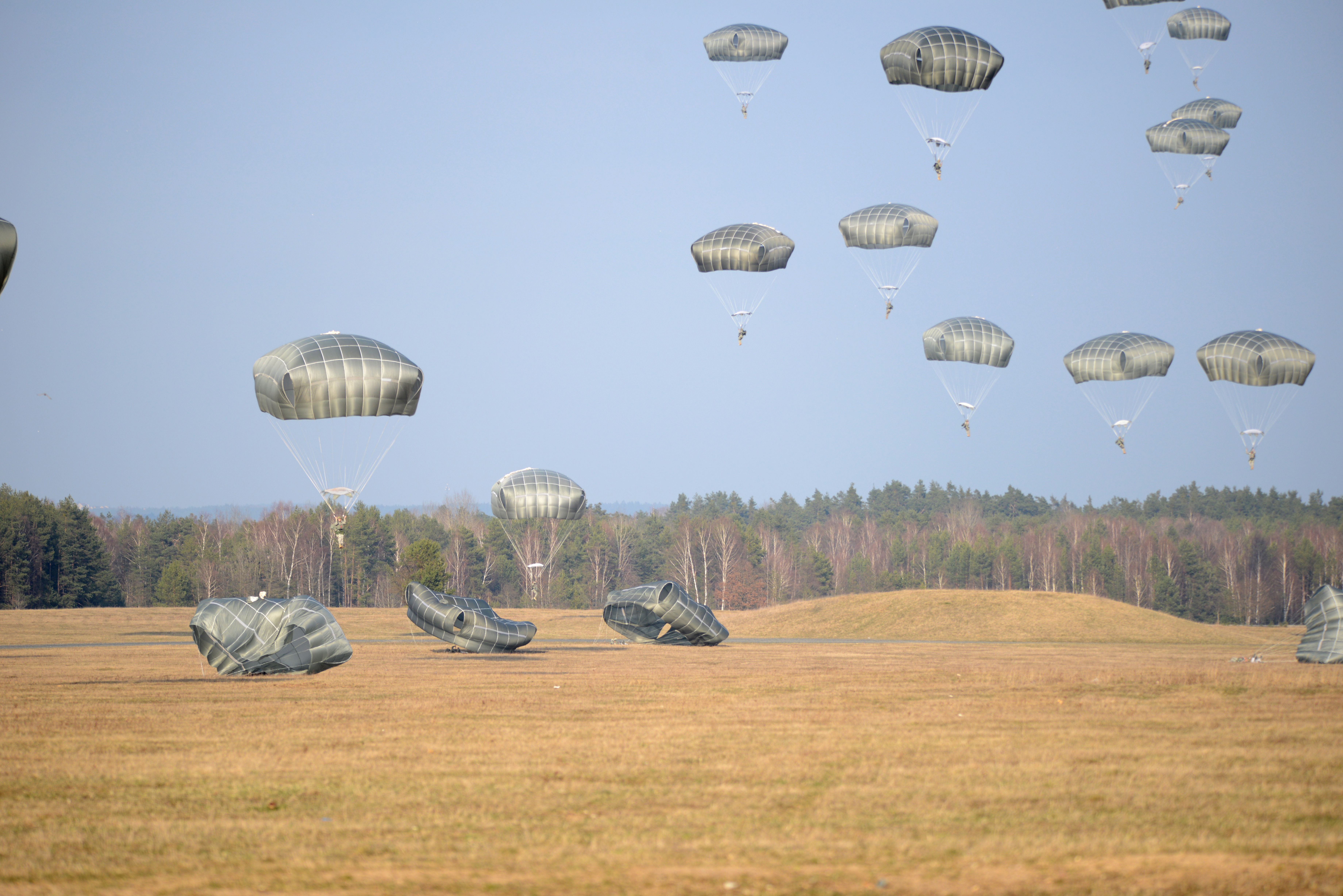
Parachutage du 91e régiment de cavalerie américain.